# أنجيلا إيغل
أنجيلا إيغل (بالإنجليزية: Angela Eagle) (من مواليد 17 فبراير 1961)، سياسية عضو في حزب العمال البريطاني وتشغل، منذ انتخابات عام 1992، منصب عضو في برلمان المملكة المتحدة عن دائرة والاسي الانتخابية. وُلدت إيغل في مقاطعة يوركشاير شمال شرق إنجلترا، ودرست الفلسفة والسياسة والاقتصاد في جامعة أكسفورد، وعملت بعدها لصالح اتحاد الصناعة البريطانية ثم لصالح نقابة العمال.
شغلت إيغل منصب وزير الدولة لشؤون المعاشات والشيخوخة من شهر يونيو عام 2009 وحتى شهر مايو من عام 2010. انتُخبت إيغل لعضوية حكومة الظل في شهر أكتوبر من عام 2010، وعينها إد ميليباند وزيرة للخزانة فيها.
في شهر أكتوبر من عام 2011، عُينت أنجيلا إيغل زعيمة للظل في مجلس العموم، وذلك بعد إعادة تنظيم ميليباند لوزارة خزانة حكومة الظل. وعُينت، في شهر سبتمبر من عام 2015، وزيرة خارجية ووزيرة دولة لشؤون الأعمال والابتكار والمهارات في حكومة الظل برئاسة جيريمي كوربين. استقالت إيغل من مناصبها في حكومة الظل في شهر يونيو من عام 2016، وأعلنت في 11 يوليو من عام 2016، خوض انتخابات زعامة حزب العمال ضد جيريمي كوربين، لكنها انسحبت بعد ثمانية أيام من الترشح، تاركة أوين سميث وحده في مواجهة كوربين في الانتخابات. لأنجيلا إيغل شقيقة توأم، ماريا إيغل، تشغل منصب نائب في برلمان المملكة المتحدة عن حزب العمال.

## تعليمها وأولى سنوات عملها
وُلدت إيغل في بلدة بريدلينجتون الساحلية في مقاطعة إيست رايدينج أوف يوركشير في إنجلترا، لشيرلي (كيرك)، عاملة مصنع، وأندريه إيغل، عامل المطبعة. تلقت إيغل تعليمها في مدرسة القديس بطرس الابتدائية، وفي مدرسة فورمبي الثانوية، ودرست بعدها الفلسفة والسياسة والاقتصاد في كلية القديس جون بجامعة أكسفورد، وتخرجت بدرجة البكالوريس في الآداب عام 1983. خلال فترة وجودها في أكسفورد، شغلت إيغل منصب رئيس الجمعية الفابية بين عامي 1980 و1983. في عام 1976، فازت إيغل بالمركز الأول في بطولة الشطرنج البريطانية للفتيات تحت 18 عامًا، مناصفة مع لاعبة أخرى.
في عام 1984، عملت إيغل في مديرية الشؤون الاقتصادية التابعة لاتحاد الصناعة البريطانية، قبل التحاقها باتحاد الخدمات الصحية الذي شغلت فيه العديد من المناصب. انتُخبت إيغل عام 1989، لأمانة سر فرع حزب العمال في بلدية بيكهام، وبقيت في هذا المنصب لمدة عامين اثنين.[بحاجة لمصدر]

## عملها البرلماني

### فترة عملها كبرلمانية غير عضو في الحكومة والفترة الأولى لعملها كوزيرة في الحكومة
انتُخبت إيغل إلى برلمان المملكة المتحدة لأول مرة، بصفتها عضو عن دائرة والاسي الانتخابية في انتخابات عام 1992، وذلك بعد هزيمتها لعضو الحزب المحافظ ووكيلة وزارة الخارجية لشؤون التنمية الخارجية، ليندا تشالكر. بعد نجاحها في الانتخابات، ظهرت العديد من المزاعم بوجود مخالفات في اختيار إيغل كمرشحة برلمانية، بما في ذلك استبعاد مرشحة محلية من قائمة المرشحين، وتلاعب في فرز الأصوات وفي نتائج الانتخابات.
في عام 1994، أصبحت إيغل عضوًا في لجنة التحقيق في اختيار العاملين التابعة لبرلمان المملكة المتحدة، وتلقت في عام 1996، ترقية لمنصب مسؤولة انضبط داخل البرلمان (حاملة سوط)، من قبل طوني بلير، وأصبحت عضوًا في حكومة بلير بعد انتخابات عام 1997 بصفتها وكيل وزارة الدولة لشؤون البيئة والنقل والأقاليم في البرلمان، وانتقلت إلى وزارة الضمان الاجتماعي في عام 1998.
بعد انتخابات عام 2001، شغلت إيغل منصب وزير دولة في وزارة الداخلية، إلى أن أقالها بلير، في عام 2002، عن طريق الخطأ. في شهر كانون الثاني من عام 2003، أصبحت إيغل عضوًا في لجنة التحقيق الخاصة بوزارة الخزانة.
صوتت إيغل لصالح الغزو الذي قادته الولايات المتحدة للعراق في عام 2003، وعارضت، في أعوام 2003 و2006 و2007، إجراء تحقيق في ذلك.

## وصلات خارجية
- الموقع الرسمي